# Данцигский талер
Данцигский талер — денежная единица города Данциг до 1772 года, а также Данцигской республики в 1807—1814 годах.
Данцигский талер делился на 4 гульдена (злотых), каждый из которых в свою очередь делился на 30 грошей или 90 шиллингов (сольдо).
Как в 1772, так и в 1814 году данцигский талер был заменён в обращении на прусский талер.